# Kikinda
Kikinda (srbsky: Кикинда, maďarsky: Nagykikinda) je město v srbské autonomní oblasti Vojvodina. Je správním centrem Severobanátského okruhu. V roce 2002 ve městě žilo 67 002 obyvatel, z toho 74,67 % Srbů a 12,61 % Maďarů.

## Název
Název města pochází z maďarštiny, v nejstarší dochované podobě znělo Kokenyd, do současné maďarštiny přepsán jako Kökénd. Etymologicky není původ jména Kikinda zcela jasný. Předpokládá se, že název pochází ze dvou slov, maďarského Kökény (trnka). Až do roku 1947 bylo město známé jako Velika Kikinda (v maďarštině se tato podoba názvu užívá dodnes). Odlišovala se tím od Kikindy malé (dnes srbsky Башанд, Bašand), obce, která se nachází o několik kilometrů jižněji.

## Historie
První zmínka o městě pochází z roku 1432. Srbské osídlení v tomto kraji začalo přibývat v polovině 18. století. V dalších vlnách se zde usadili v závěru 18. století a ve století devatenáctém. Město bylo součástí tzv. Tamišského Banátu, resp. Vojenské hranice. Mapy prvního vojenského mapování jej zaznamenávají jako malou obec, nicméně již s pravidelnou uliční sítí, kterou dnes má. Uvedena byla na mapě pod německým názvem Gross Kikinda Militair. V polovině následujícího století je již patrná podoba sídla v podobě blížící se současnosti, včetně železniční trati a stanice na východním okraji města.

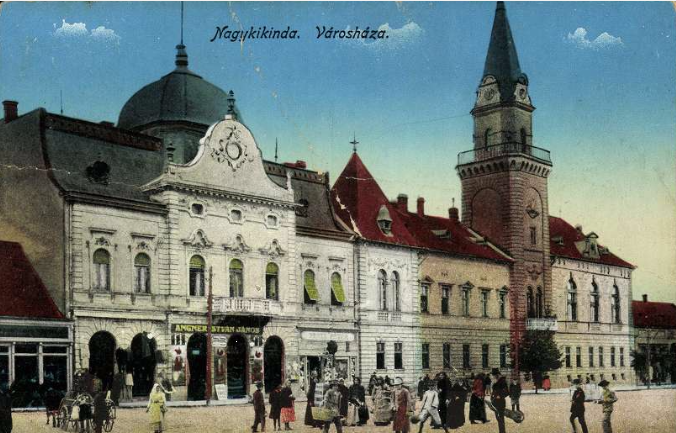
Střed města na přelomu 19. a 20. století.

V roce 1893 získala statut svobodného královského města. Tehdy zde žilo 22 tisíc obyvatel. V roce 1876 byla tehdejší obec připojena k Torontálské župě (maďarsky Torontál vármegye). Do konce století do města byla zavedena ještě železniční odbočka z dnešního Zrenjaninu.
Ekonomický a hospodářský rozvoj zažila (stejně jako celá Vojvodina) v krátkém období až do vypuknutí první světové války. Původní typickou jihouherskou obec začaly ve středu města doplňovat městské domy, které narušily kontinuitu původních přízemních budov, typických pro místní venkov. Postupně byly vysoušeny také okolní močály, včetně různých jezer (např. jezera Oluž severovýchodně od města). Původní močál byl přebudován ve středu Kikindy v park a ze zbytku jezera vzniklo dnešní menší Staré jezero.
Po vzniku Království Srbů, Chorvatů a Slovinců se nicméně město našlo v blízkosti s hranicí s nově rozšířeným Rumunskem a zmenšeným Maďarskem. Došlo k zpřetrhání řady dlouhaletých vazeb. Během druhé světové války nebyla připojena k Maďarsku, neboť region Banátu jako sporný mezi Srbskem, Rumunskem a Maďarskem nakonec Srbsku zůstal. Dne 6. října 1944 bylo město osvobozeno. Nacházel se zde zajatecký tábor, kde panovaly kruté podmínky[zdroj?] k válečným zajatcům z řad německé a maďarské armády.
V roce 1946 byla v Kikindě založena místní pobočka srbského Národního muzea. Byla zde také vytvořena alej v dnešní ulici Petra Drapšina, která má délku okolo dvou kilometrů a je reprezentativní ulicí města.
Na konci války měla Kikinda cca 28 tisíc obyvatel. Po válce byla na jižním okraji Kikindy postavena nová průmyslová zóna, ke které přiléhal povrchový důl. I přes ekonomický propad město zřizovalo v 21. století nové průmyslové zóny na svém okraji. Město má také výhledově získat i rychlostní komunikaci přezdívanou Úsměv Vojvodiny, která povede směrem na západ k dálnici A1 a městu Somboru.

## Ekonomika
Kikinda je obklopena rovinami Panonské nížiny a proto je dominantní ekonomickou činností pro město i okolí zemědělství. 598,17 km2 z rozlohy města tvoří orná půda. Ročně se vyprodukuje okolo 60 tisíc tunl obilí, 114 tisíc tun slunečnicových semen apod. Rozsáhlé je i pěstování ovoce a zeleniny.
Dalším významným zaměstnavatelem v Kikindě je společnost Naftagas, která se věnuje těžbě ropy a výrobě ropných derivátů. Rovněž zde stojí závody na zpracování kovů, výrobu nástrojů apod. Dříve se zde nacházela také slévárna (srbsky Livnica Kikinda) a průmyslový podnik IDA-Opel (který později odkoupila slovinská společnosti Cimos Koper), závod na výrobu střešních krytin a cihel.

## Kultura a kulturní památky
Jednou z místních významných kulturních památek je mlýn suvača, který byl postaven v závěru 19. století a fungoval za pomoci koňské síly. Na jižním okraji města se nachází pravoslavný klášter Svaté Trojice a dále kostel sv. Otce Nikolaje.
Ve městě také působí místní pobočka srbského národního muzea a národního divadla. Obě instituce mají prostory v samotném centru města. V místním muzeu se nachází skelet jednoho ze dvou mamutů, kteří byli nalezeni v Srbsku. Jeho replika stojí před budovou muzea. Dochován je ze také mlýn suvača (na suchý pohon), historicky jej poháněly koně.

## Školství
Ve městě působí celkem osm základních škol a čtyři školy střední, z nichž jedna je gymnázium.

## Partnerská města
- Jimbolia, Rumunsko
- Kiskunfélegyháza, Maďarsko
- Kondoros, Maďarsko
- Medgidia, Rumunsko
- Nagydobos, Maďarsko
- Narvik, Norsko

- Nazaret Ilit, Izrael
- Prijedor, Bosna a Hercegovina
- Reşiţa, Rumunsko
- Silistra, Bulharsko
- Szolnok, Maďarsko
- Žilina, Slovensko